# Indygówka modra
Indygówka modra, łuszczyk modry (Cyanoloxia glaucocaerulea) – gatunek małego ptaka z rodziny kardynałów (Cardinalidae), stosunkowo rzadko występujący w wilgotnych nadbrzeżnych lasach Argentyny, Urugwaju i Brazylii wzdłuż dolnego biegu Parany. Jest uznawany za gatunek najmniejszej troski.

## Systematyka
Gatunek po raz pierwszy zgodnie z zasadami nazewnictwa binominalnego opisali Alcide d’Orbigny i Frédéric de Lafresnaye, nadając mu nazwę Pyrrhula glauco-caerulea. Opis ukazał się w 1837 roku w „Magasin de Zoologie”. Jako miejsce typowe autorzy wskazali Maldonado w Urugwaju. Nie wyróżnia się podgatunków.

### Etymologia
- Cyanoloxia: gr. κυανος kuanos – ciemnoniebieski; rodzaj Loxia Linnaeus, 1758[11].
- glaucocaerulea: łac. glaucus – szary, siwy; łac. caeruleus – ciemnoniebieski[12].

## Morfologia
Nieduży ptak ze średniej wielkości, grubym, silnym i krótkim dziobem. Górna szczęka ciemna z niebieskawym połyskiem, dolna szczęka szarawa lub brudnobiała. Tęczówki ciemnobrązowe. Nogi ciemnobrązowe. Ptak o ciemnoniebieskim, przechodzącym w indygo, dosyć jednolitym upierzeniu, nieco jaśniejszym na czole i kuprze. Głowa w okolicach oczu i dzioba wyraźnie ciemniejsza. Lotki czarniawe z ciemnoniebieskimi obwódkami. Wyraźny dymorfizm płciowy. Samice są bledsze, ciemnobrązowe o ciepłym odcieniu na górnej części ciała i pomarańczowobrązowym na dolnej części. Długość ciała z ogonem: 14 cm, masa ciała 16–19,5 g.

## Zasięg występowania
Indygówka modra występuje w północno-wschodniej Argentynie (prowincje Misiones, Corrientes, Entre Ríos i północna część Buenos Aires), w południowo-wschodniej Brazylii (stany Santa Catarina, południowa część São Paulo, Rio Grande do Sul) oraz w północnym, wschodnim i zachodnim Urugwaju. Jest gatunkiem częściowo osiadłym. W okresie zimowym część populacji przemieszcza się na północ po południowo-wschodni Ekwador i brazylijskie stany Mato Grosso do Sul, Goiás i Minas Gerais. Jego zasięg występowania według szacunków organizacji BirdLife International obejmuje 1,43 mln km², z czego obszar lęgowy obejmuje około 844 tys. km².

## Ekologia
Głównym habitatem indygówki modrej są obrzeża niskich lasów, krzewy na wilgotnych wyspach rzecznych, bagna, wtórne zalesienia. W Brazylii występuje na wysokościach do 1700 m n.p.m. Brak informacji o diecie. Występuje zazwyczaj w parach. Długość generacji jest określana na 4,1 lat.

### Rozmnażanie
Niewiele wiadomo o rozmnażaniu tego gatunku. W Urugwaju gniazdujące ptaki obserwowano w okresie od października do grudnia. Gniazdo w postaci niewielkiej miseczki jest zbudowane z drobnych gałązek i umieszczone na niewielkiej lub średniej wysokości w gęstej roślinności. W lęgu 2–4 jaja, jasnobłękitne z czerwonawymi plamami. Brak dalszych informacji.

## Status
W Czerwonej księdze gatunków zagrożonych IUCN indygówka modra klasyfikowana jest jako gatunek najmniejszej troski (LC – Least Concern). Liczebność populacji nie jest określona, zaś jej trend oceniany jest jako spadkowy z powodu zmniejszania się naturalnego habitatu. Ptak ten opisywany jest jako rzadki lub raczej rzadki.